# José Pérez de Rozas y Masdeu
José Pérez de Rozas y Masdeu (Madrid, 22 de juliol de 1855 - 1955) fou un periodista i polític espanyol, diputat i governador civil durant la Segona República Espanyola.
A finals del segle xix es va establir a Barcelona, on treballà com a redactor de Las Noticias. Posteriorment abandonaria aquest càrrec per tal de fundar el seu propi diari, El Liberal, i fer de secretari de l'aristòcrata Manuel de Foronda y Aguilera, marquès de Foronda. Tanmateix, des del seu diari va donar suport al Partit Republicà Radical d'Alejandro Lerroux. De 1917 a 1921 fou director de l'Associació de la Premsa Diària de Barcelona, càrrec en el qual el va succeir Eugeni d'Ors.
Dins del Partit Radical arribaria a ocupar-ne la secretaria política i en fou elegit diputat per la província de Jaén a les eleccions generals espanyoles de 1933 i 1936. Entre desembre i novembre de 1933 fou Governador civil d'Oviedo.